# 迪克·庫伊
迪克·庫伊（荷蘭語：Dick Kooy；1987年12月3日—）是一位荷蘭排球運動員。他現在效力於波蘭球隊ZAKSA Kędzierzyn-Koźle。他是荷蘭國家男子排球隊的一員，在2009年擔任荷蘭隊的隊長。